# 沐天波
沐天波（1627年—1661年8月13日），字星海，為明朝開國名將黔寧王沐英十一世孫，祖籍河南定遠（今安徽），南明軍事人物，末代「黔國公」（始封於沐英次子沐晟）。

## 生平
沐啟元之子，後隨永曆帝入緬，在咒水之難被緬兵挾持外出，因南明軍已繳械，乃奪刀抵抗殺九人後被擊殺。

## 家庭

### 儿子
- 沐忠显，长子，被俘虏到北京后死去
- 沐度国，三子